# Московская линия
Моско́вская ли́ния (бел. Маскоўская лінія) — первая линия Минского метрополитена. Пусковой участок в составе восьми станций открыт 29 июня 1984 года. Линия длиной 19,1 км включает в себя 15 станций. Московская линия почти целиком проходит под проспектами Независимости и Дзержинского и пересекает Минск с северо-востока на юго-запад. Время следования электропоезда от начальной до конечной станции составляет 29 мин.

## История

### Хронология пусков
| Дата пуска           | Участок                            | Длина, км | Число станций |
| -------------------- | ---------------------------------- | --------- | ------------- |
| 30 июня 1984 года    | «Институт культуры» — «Московская» | 7,8       | 8             |
| 31 декабря 1986 года | «Московская» — «Восток»            | 1,8       | 1             |
| 7 ноября 2007 года   | «Восток» — «Уручье»                | 2,7       | 2             |
| 7 ноября 2012 года   | «Институт культуры» — «Петровщина» | 5,0       | 3             |
| 3 июня 2014 года     | «Петровщина» — «Малиновка»         | 1,8       | 1             |

### Строительство
3 мая 1977 года в районе будущей станции «Парк Челюскинцев» начались первые работы, и 16 июня была забита первая свая. В связи с отсутствием в Минске необходимого оборудования, проходческий щит был доставлен в разобранном виде из Днепропетровска. При проходке первой линии метростроевцам пришлось столкнуться со многими сложностями, в частности, перегон между «Площадью Победы» и «Октябрьской» проходит под Свислочью. Строительство было рассчитано на 8 лет, но применение революционного по тогдашним меркам метода постройки, так называемой «стены в грунте», позволило ускорить строительство, и первая очередь была открыта для пассажиров 30 июня 1984 года — на год раньше запланированного срока.
31 декабря 1986 года состоялось открытие станции «Восток» — продолжения Московской линии в восточном направлении. Этот участок был спроектирован в сжатые сроки, строительство велось круглосуточно. Станция была возведена в жилом микрорайоне Восток и стала большим пересадочным узлом для жителей микрорайонов Восток и Уручье, что значительно облегчило транспортное сообщение с центром города.
В 2001 году продолжилось строительство линии  метро в восточные окраины города. 7 ноября 2007 года открылись две новые станции «Борисовский тракт» и «Уручье». Впервые Минское метро вышло за пределы Минской кольцевой автодороги. Открытие этих станций изначально планировалось на 2008 год, но по поручению президента Лукашенко финансирование было увеличено, и открытие перенесено на осень 2007 года.
Строительство станций «Грушевка», «Михалово» и «Петровщина» было начато в 2004 году. Открытие станций планировалось на 1 сентября 2012 года. Впоследствии было объявлено, что в сентябре пройдет пробный запуск, а полноценно станции заработают с 7 ноября 2012 года. Участок протяженностью 5,2 км официально открыт 7 ноября 2012 года. 3 июня 2014 года отдельно была открыта станция «Малиновка». 3 июня 2014 открыт юго-западный участок протяженностью 2,1 км со станцией «Малиновка».

### Перспективы
Согласно генеральному плану развития рельсового электротранспорта в Минске, расширение Московской линии планируется по двум направлениям: северо-восточное — станция «Смоленская», юго-западное — станция «Щомыслица».

### Названия станций
Линия получила название по конечной станции на момент открытия. Первоначально планировалось назвать «Московской» противоположную конечную — «Институт культуры», расположенную рядом с улицей Московской, а вторую конечную, расположенную рядом с улицей Волгоградской, планировалось назвать «Волгоградской». Однако позже решение было изменено.
С 1992 по 2003 год станция «Площадь Ленина» в поездах объявлялась как «Площадь Независимости», но затем было восстановлено первоначальное название. При этом надписи и таблички не заменялись.

## Станции
Все станции Московской линии Минского метрополитена — мелкого заложения. Из 15 станций Московской линии — 10 колонного типа и 5 односводчатых.
Станции «Площадь Ленина» и «Институт культуры» — пересадочные на железнодорожный транспорт. «Октябрьская» — пересадочная станция на «Купаловскую» Автозаводской линии, «Площадь Ленина» — пересадочная станция на «Вокзальную» Зеленолужской линии.
В 2017 году наибольший суточный пассажиропоток зафиксирован  на станциях «Площадь Ленина» (56,6 тыс.), «Площадь Якуба Коласа» (47,6 тыс.), «Уручье» (46,8 тыс.), «Академия наук» (39,2 тыс.) и «Малиновка» (35,6 тыс.). Наименьшее количество пассажиров было зафиксировано на станциях «Грушевка» (13,9 тыс.) и «Михалово» (14,5 тыс.).
|  | Название станции Оригинальное название        | Дата открытия   | Пересадки                                            | Глубина, м | Тип конструкции                          | Координаты                      | Вид станции | Числовой код |
|  | --------------------------------------------- | --------------- | ---------------------------------------------------- | ---------- | ---------------------------------------- | ------------------------------- | ----------- | ------------ |
|  | Уручье бел. Уручча                            | 7 ноября 2007   |                                                      | −8         | колонная двухпролётная мелкого заложения | 53°56′45″ с. ш. 27°41′03″ в. д. |             | 124          |
|  | Борисовский тракт бел. Барысаўскі тракт       | 7 ноября 2007   |                                                      | −7         | колонная двухпролётная мелкого заложения | 53°56′21″ с. ш. 27°40′02″ в. д. |             | 123          |
|  | Восток бел. Усход                             | 31 декабря 1986 |                                                      | −9         | односводчатая станция мелкого заложения  | 53°56′04″ с. ш. 27°39′03″ в. д. |             | 122          |
|  | Московская бел. Маскоўская                    | 29 июня 1984    |                                                      | −7,9       | колонная трёхпролётная мелкого заложения | 53°55′40″ с. ш. 27°37′38″ в. д. |             | 121          |
|  | Парк Челюскинцев бел. Парк Чалюскінцаў        | 29 июня 1984    |                                                      | −8         | односводчатая станция мелкого заложения  | 53°55′27″ с. ш. 27°36′49″ в. д. |             | 120          |
|  | Академия наук бел. Акадэмія навук             | 29 июня 1984    |                                                      | −12        | колонная трёхпролётная мелкого заложения | 53°55′17″ с. ш. 27°35′49″ в. д. |             | 119          |
|  | Площадь Якуба Коласа бел. Плошча Якуба Коласа | 29 июня 1984    |                                                      | −8         | колонная трёхпролётная мелкого заложения | 53°54′57″ с. ш. 27°35′02″ в. д. |             | 118          |
|  | Площадь Победы бел. Плошча Перамогі           | 29 июня 1984    |                                                      | −14        | колонная трёхпролётная мелкого заложения | 53°54′34″ с. ш. 27°34′34″ в. д. |             | 117          |
|  | Октябрьская бел. Кастрычніцкая                | 29 июня 1984    | Переход на станцию «Купаловская» Автозаводской линии | −13,4      | колонная трёхпролётная мелкого заложения | 53°54′06″ с. ш. 27°33′39″ в. д. |             | 116          |
|  | Площадь Ленина бел. Плошча Леніна             | 29 июня 1984    | Переход на станцию «Вокзальная» Зеленолужской линии  | −9         | односводчатая станция мелкого заложения  | 53°53′30″ с. ш. 27°32′52″ в. д. |             | 115          |
|  | Институт культуры бел. Інстытут культуры      | 29 июня 1984    |                                                      | −12        | односводчатая станция мелкого заложения  | 53°53′06″ с. ш. 27°32′23″ в. д. |             | 114          |
|  | Грушевка бел. Грушаўка                        | 7 ноября 2012   |                                                      | −11        | колонная двухпролётная мелкого заложения | 53°53′12″ с. ш. 27°30′53″ в. д. |             | 113          |
|  | Михалово бел. Міхалова                        | 7 ноября 2012   |                                                      | −10        | колонная трёхпролётная мелкого заложения | 53°52′36″ с. ш. 27°29′49″ в. д. |             | 112          |
|  | Петровщина бел. Пятроўшчына                   | 7 ноября 2012   |                                                      | −9         | односводчатая станция мелкого заложения  | 53°51′53″ с. ш. 27°29′10″ в. д. |             | 111          |
|  | Малиновка бел. Малінаўка                      | 3 июня 2014     |                                                      | −8         | колонная трёхпролётная мелкого заложения | 53°50′59″ с. ш. 27°28′29″ в. д. |             | 110          |

## Депо и подвижной состав
Московскую линию обслуживает электродепо «Московское», открытое в июне 1984 года. Ранее оно обслуживало и вторую линию, до того момента, когда 1 сентября 2003 года было открыто электродепо «Могилёвское».
На линии используются вагоны модели 81-717.5/81-714.5, 81-717.5М/714.5M, 81-540Б/541Б производства Мытищинского машиностроительного завода и ЗАО «Вагонмаш». До сентября 2002 года, использовались четырёхвагонные поезда; с 2002 года линию обслуживают 25 поездов, состоящих из пяти вагонов.

## Происшествия
11 апреля 2011 года на станции «Октябрьская», возле второго и третьего вагона поезда, направлявшегося к станции «Институт культуры», в час пик на одной из самых перегруженных станций произошёл взрыв самодельного радиоуправляемого взрывного устройства в толпе пассажиров. Взрывное устройство имело мощность от 5 до 7 килограмм в тротиловом эквиваленте и было начинено металлическими элементами, чтобы вызвать многочисленные осколочные ранения у пострадавших. Погибли 15 человек, 204 человека получили ранения разной степени тяжести.

## В культуре
- В игре для мобильных устройств «Minsk Subway Simulator» воссоздана Московская линия[11]. Релиз игры состоялся 24 сентября 2021 года компанией «ZRK Team».
- В дополнении (моде) «Metrostroi Subway Simulator»[12] к игре «Garry’s Mod» в Steam воссоздана первая очередь Московской линии из восьми станций по состоянию на 1984 год с действующим на ней основным средством сигнализации АЛС-АРС[13] в режиме 1/5 — восприятия поездом одного показания частоты АЛС из пяти возможных[14]. Линия функционирует в виде аддона в Steam Workshop и разработана «игроками-энтузиастами» из России и Беларуси[15][16]. Дополнение отличается от других компьютерных симуляторов поезда высокой реалистичностью широкой кастомизацией каких-либо действий[17].
- В этом же дополнении воссоздана станция «Малиновка» под вымышленным названием «Молодёжная» (также реально существующее в Минском и Московском метрополитенах).